# 愛知県立岡崎高等学校
愛知県立岡崎高等学校（あいちけんりつ おかざきこうとうがっこう, Aichi Prefectural Okazaki High School）は、愛知県岡崎市明大寺町伝馬に所在する県立高等学校。

## 概要
歴史
一中として知られた「愛知県第一尋常中学校」（愛知県立旭丘高等学校の前身）に続き、1896年（明治27年）「愛知県第二尋常中学校」として始まった。かつて体育の授業で被っていた帽子の二本線は二中を表したものの名残と言われる。1948年（昭和23年）に学制改革によって「愛知県立岡崎高等学校」となった。1973年（昭和48年）に学校群制度により愛知県立岡崎北高等学校と入学者を分けた。全日制課程は2002年度（平成14年）から2004年度（平成16年度）まで3年間、文部科学省より、スーパーサイエンスハイスクールに指定された。2005年度（平成17年度）からは2年間の終了経過措置に入り、2006年度（平成18年度）をもって指定は終了したが、2007年度（平成19年度）から再び5年間の新規指定を受けた。
設置課程・学科
全日制課程 普通科
定時制課程 普通科（夜間）
校章
校名の「岡高」の文字（縦書き）
校歌
作詞は石井直三郎、作曲は小林禮による。
卒業後の進路
全日制課程に関しては、大半の生徒が四年制大学などに進学を希望する。
校地
最寄駅は岡崎市の中心部に近い名鉄名古屋本線東岡崎駅であるが、市街地とは反対方向の住宅街に位置する。

## 沿革
旧制中学校（男子校）時代

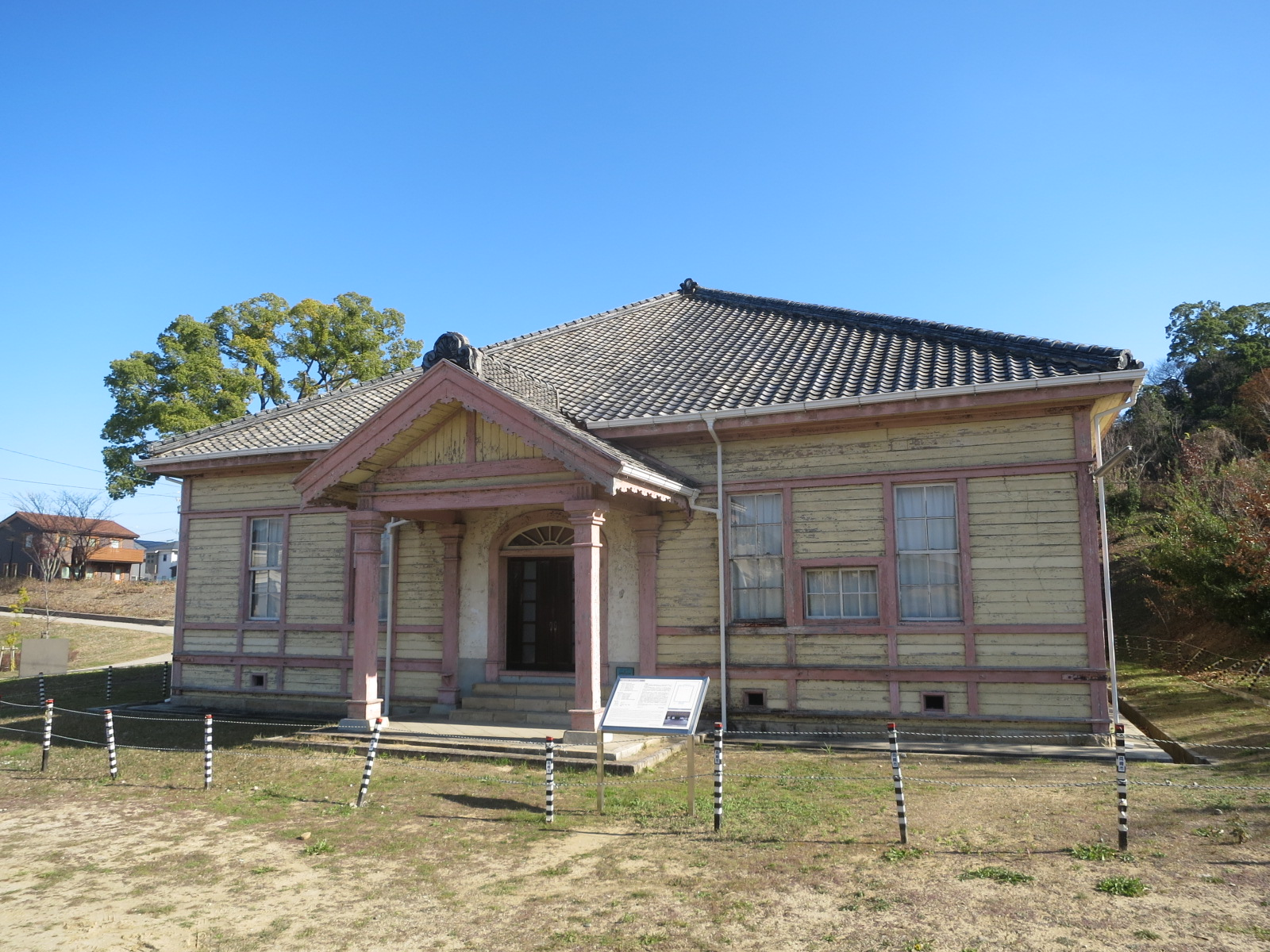
旧愛知県第二尋常中学校講堂（針崎町、1897年建築）

- 1896年（明治29年）4月17日 - 「愛知県第二尋常中学校」が開校[2]。 
  - 額田郡岡崎村大字針崎の勝鬘寺（しょうまんじ）を仮校舎とする。
  - 修業年限を5年、入学資格を12歳以上の中学校予備の小学校またはそのほかの学校の卒業者とする。
- 1897年（明治30年）
  - 3月30日 - 岡崎村大字戸崎（現・岡崎市戸崎町大道東。中部電力岡崎支社がある辺り[注 2]）に校舎を新築し、移転した[3]。
  - 10月 - 寄宿舎が完成。
- 1899年（明治32年）4月1日 - 中学校令の改正により、「愛知県第二中学校」と改称（「尋常」が除かれる）。 
  - 入学資格を12歳以上で高等小学校第2学年課程を修了した者とする（尋常小学校4年制・高等小学校2～4年制の時代）。
- 1901年（明治34年）8月19日 - 「愛知県立第二中学校」と改称（県の後に「立」が加えられる）。
- 1908年（明治41年）4月 - 小学校令の一部改正により、入学資格を12歳以上で尋常小学校卒業者と改める。

（尋常小学校4年制・高等小学校2～4年制が尋常小学校6年制・高等小学校2年制に改定されたため）。
- 1909年（明治42年）1月17日 - 理科博物教室が完成。
- 1910年（明治43年）11月19日 - 皇太子嘉仁親王（後の大正天皇）が行啓・視察[4]。
- 1915年（大正4年）10月31日 - 竹田宮恒久王が御成り[4]。ヒマラヤシーダをお手植え[4]。
- 1922年（大正11年）5月1日 - 「愛知県岡崎中学校」と改称。

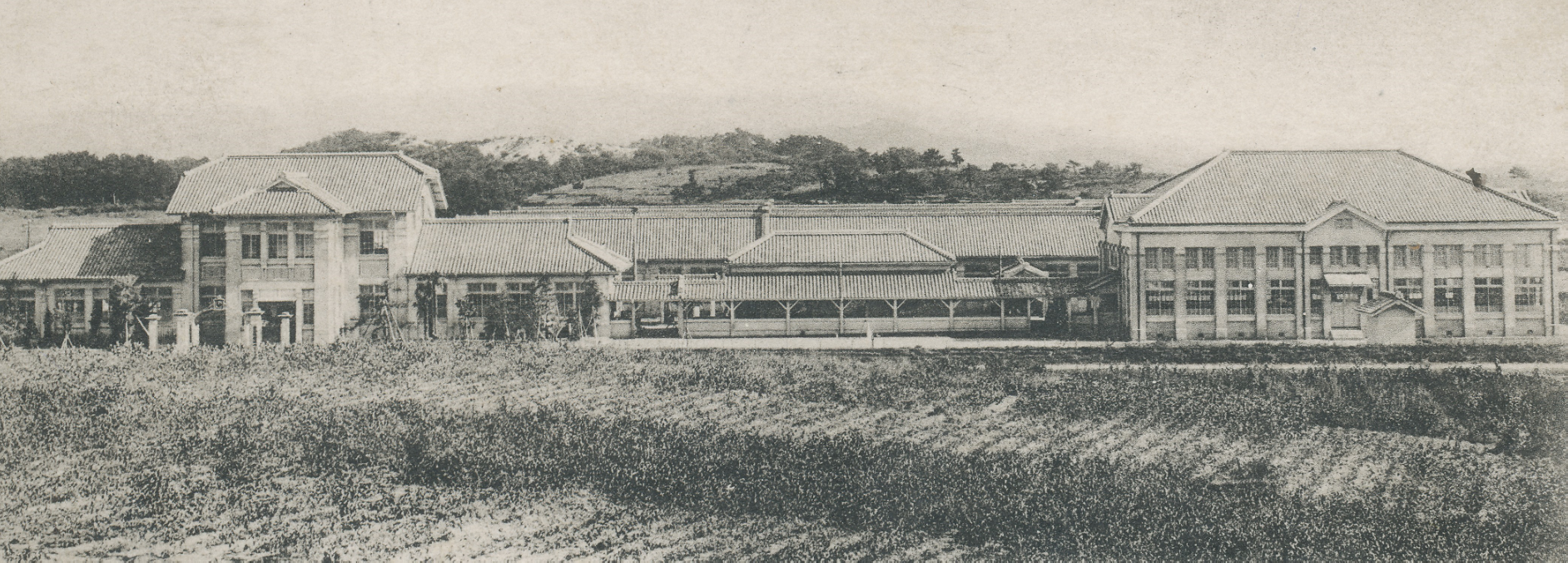
1924年に明大寺町に改築移転した。

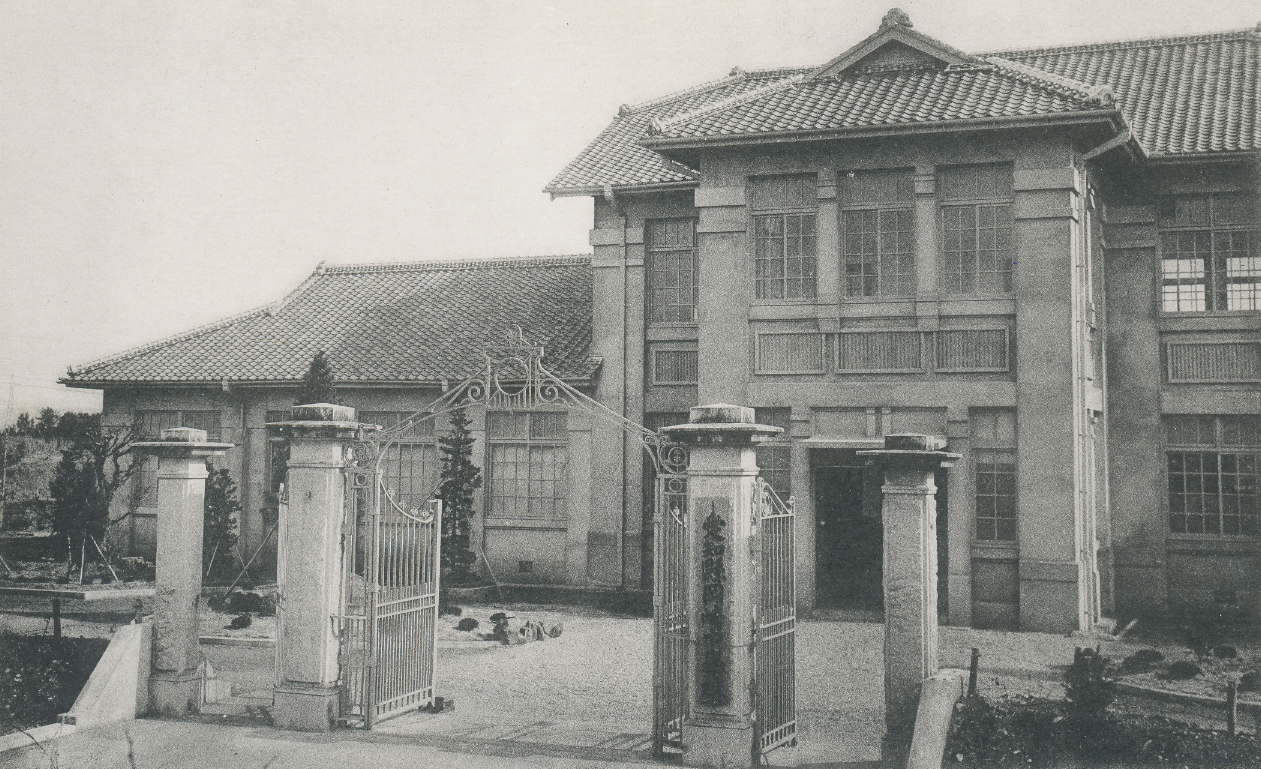
正門（1924年撮影）

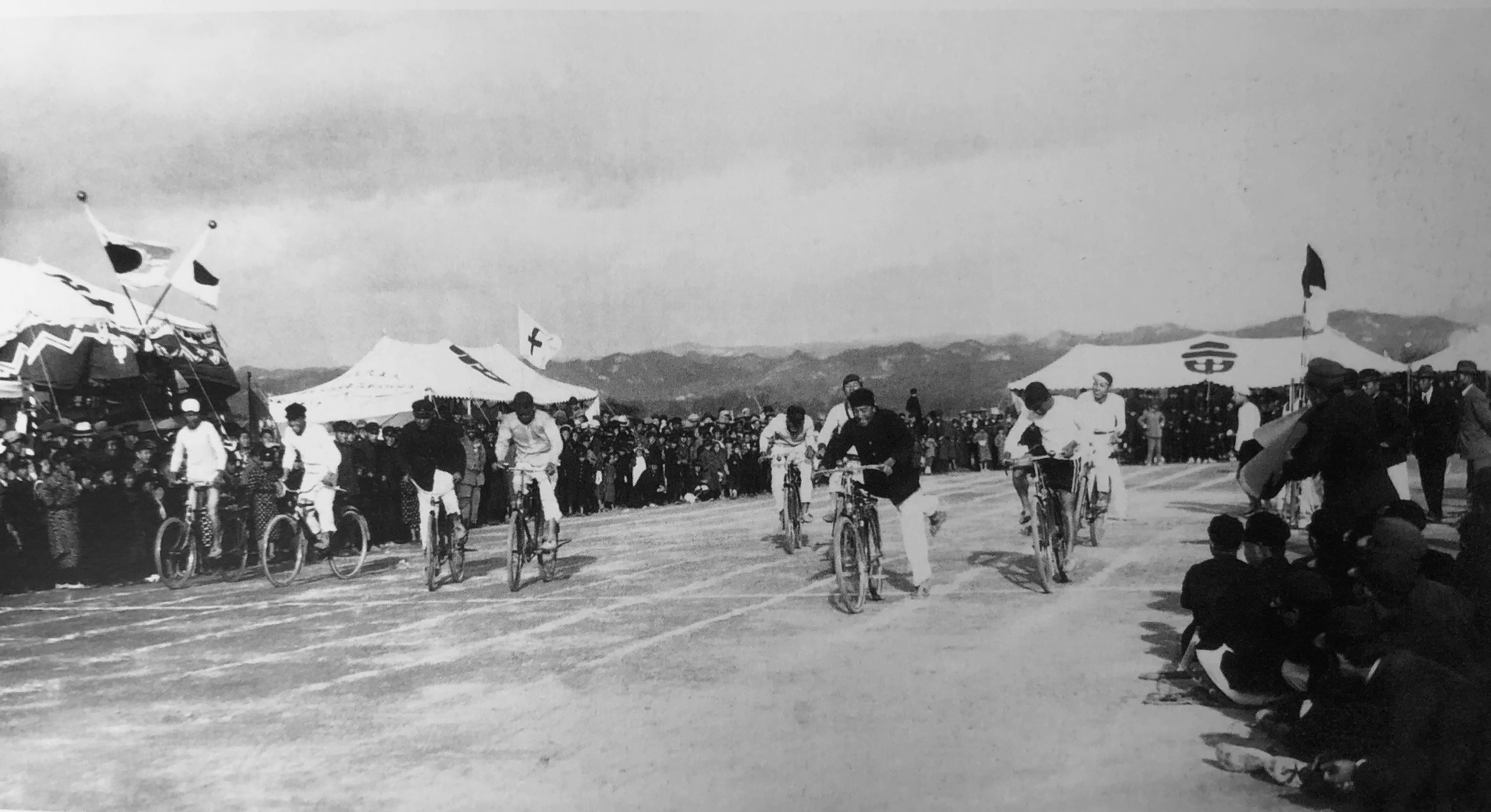
大運動会（1926年10月31日）

- 1924年（大正13年）3月31日 - 岡崎市明大寺町（現在地）に校舎が完成（移転完了は同年4月23日）。移転に伴い、寄宿舎を廃止。
- 1927年（昭和2年）
  - 11月11日 - 校旗を制定[5]。
  - 11月21日 - 昭和天皇が行幸[5]。
- 1929年（昭和4年）
  - 4月17日 - 校歌を制定[6]。
  - 9月29日 - 秩父宮雍仁親王が御成り[6]。
- 1943年（昭和18年）4月1日 - 中等学校令の施行により、この時の入学生から修業年限が5年から4年に短縮される。
- 1945年（昭和20年）
  - 3月 - 教育ニ関スル戦時非常措置方策により、修業年限4年の施行が前倒しされ、1941年（昭和16年）・1942年（昭和17年）の入学者にも修業年限4年が適用される。
    - 5年生（1940年（昭和15年）入学生）と4年生（1941年（昭和16年）入学生）の合同卒業式を挙行。

  - 4月 - 戦時教育令の施行により、昭和20年度の授業が停止される。ただし勤労動員は継続される。
  - 7月20日 - 岡崎空襲により、校舎の大半を焼失。
  - 9月 - 終戦により、教育二関スル戦時非常措置方策・戦時教育令等が廃止され、授業が再開される。
- 1946年（昭和21年）4月1日 - 修業年限が5年に戻る（4年で卒業することもできた）。
- 1947年（昭和22年）
  - 2月25日 - 第1期復興工事が完了し、6教室と倉車が完成。

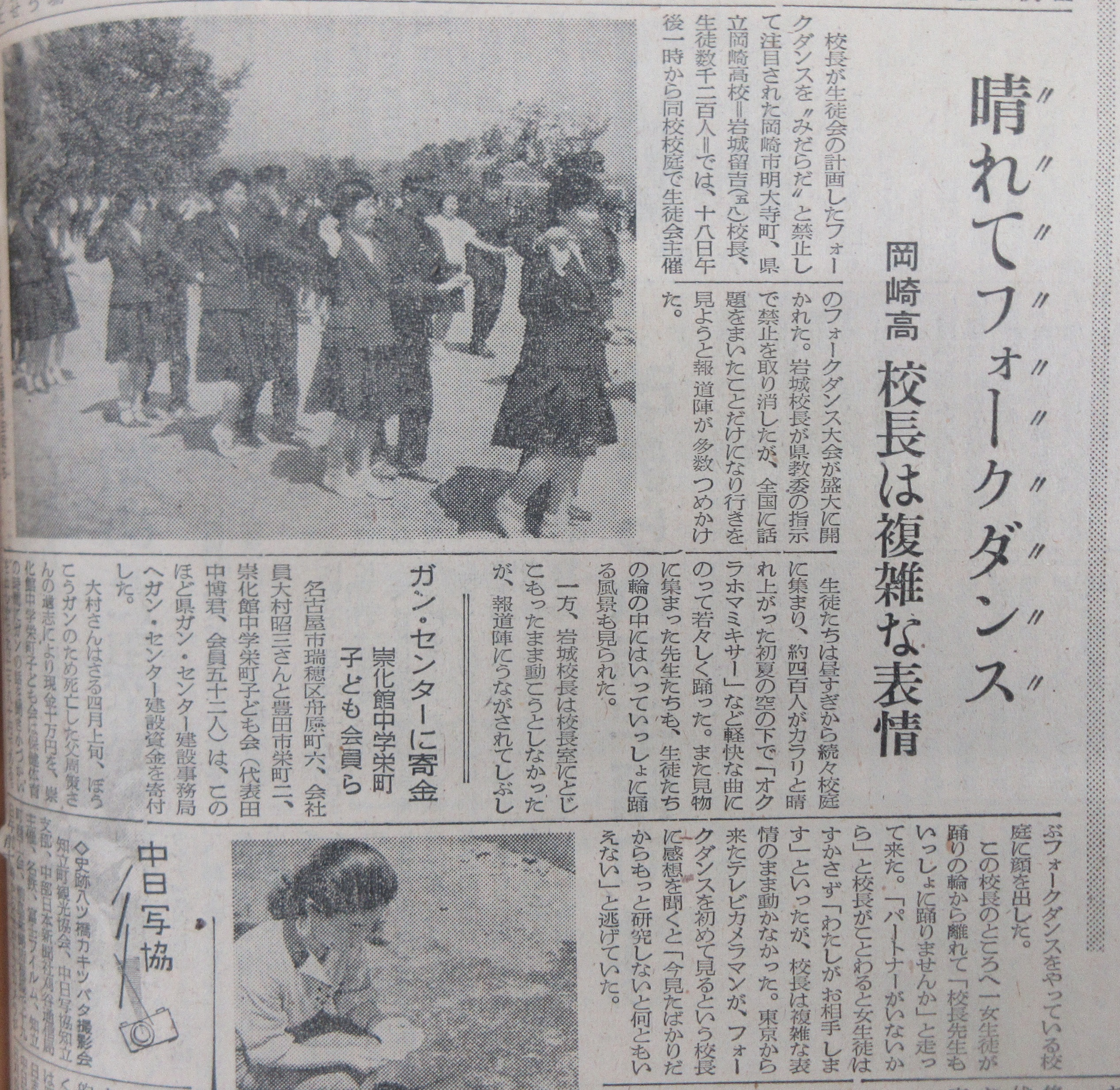
1963年に勃発した「フォークダンス事件」は新聞やニュース映画など各メディアで取り上げられた。

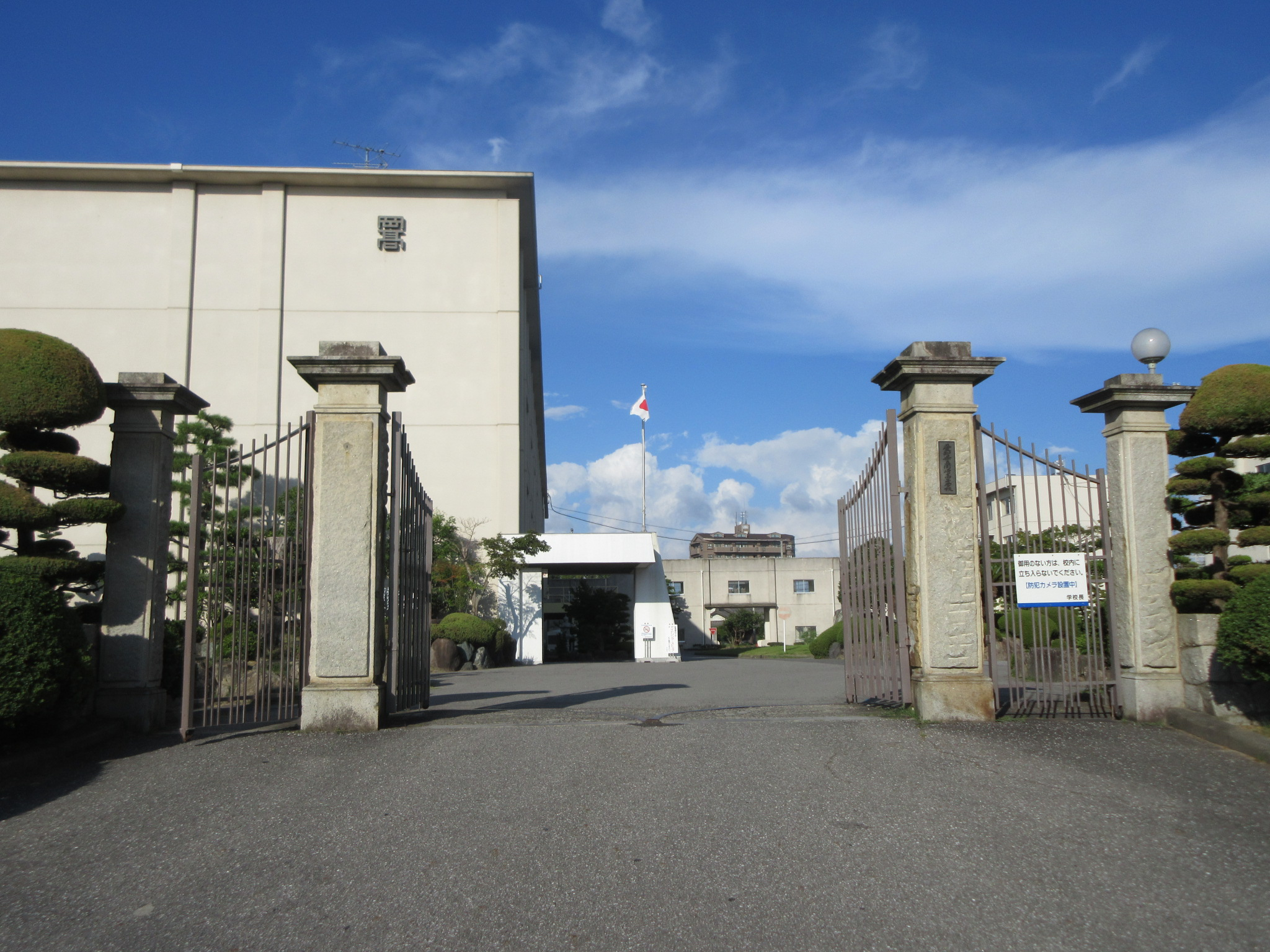
2017年に登録有形文化財に登録された正門門柱

  - 4月1日 - 学制改革（六・三制の実施、新制中学校の発足）が行われる。
    - 旧制中学校の募集を停止（1年生不在）。
    - 新制中学校を併設（名称:愛知県岡崎中学校併設中学校、以下:併設中学校）し、旧制中学校1・2年修了者を新制中学校2・3年生として収容。
    - 併設中学校は経過措置としてあくまで暫定的に設置されたため、新たに生徒募集は行われず、在校生が2・3年生のみの中学校であった。
    - 旧制中学校3・4年修了者はそのまま旧制中学校に在籍し、4・5年生となった（4年修了時点で卒業することもできた）。
- 1948年（昭和23年）3月31日 - 第2期復興工事が完了し、8教室が完成。

新制高等学校
- 1948年（昭和23年）
  - 4月1日 - 学制改革（六・三・三制の実施）により、旧制中学校が廃止され、新制高等学校「愛知県立岡崎高等学校」（男子校）が発足。
    - 普通課程（後の全日制）を設置し、修業年限を3年、入学資格を新制中学校卒業生とする。また修業年限4年の夜間課程（後の定時制）普通科を併置。
    - 旧制中学校卒業者（5年修了者）を新制高校3年生、旧制中学校4年修了者を新制高校2年生、併設中学校卒業者（3年修了者）を新制高校1年生として収容。
    - 併設中学校は新制高等学校に継承され（名称:愛知県立岡崎高等学校併設中学校）、在校生が1946年（昭和21年）に旧制中学校へ最後に入学した3年生のみとなる。

  - 9月1日  - 高等学校の統合・再編が行われる。
    - 愛知県立岩津農業高等学校（旧・愛知県岩津農学校）を統合し、岩津分校とする。
    - 岡崎市立高等学校（旧・岡崎市立高等女学校）併設中学校の女子生徒375名を収容し、併設中学校で男女共学制を実施。
- 1949年（昭和24年）
  - 2月8日 - 矢作町・山中町・知立町にそれぞれ定時制の分校を設置（青年学校本科を改編する形で各町の中学校に併設する）。
  - 3月31日 - 併設中学校を廃止。旧制中学5年から新制中学3年と新制高校（全日制）3年への修業年限の移行が完了。
  - 4月1日 - 高等学校の統合・再編が行われ、高校三原則により普通・家庭・商業の3課程を有する男女共学の総合制高等学校となる。 
    - 以下の地域を学区とする。
      - 岡崎市のうち竜海中学校区（連尺小学校を除く） 、南中学校区、美川中学校区
      - 郡部 - 額田郡（岩津町・常磐村・下山村を除く）、碧海郡矢作町・六ッ美村、幡豆郡豊坂村

    - 岩津分校が分離し、愛知県立岩津高等学校として独立。これに伴い、矢作・山中の定時制分校2校を岩津高等学校へ移管。
    - 知立分校を愛知県立刈谷高等学校へ移管。

  - 4月1日 - 第21回選抜高等学校野球大会に出場。
- 1954年（昭和29年）
  - 4月1日 - 全日制家庭課程（家庭科）の募集を停止し、普通課程（普通科）家庭コースとする。
  - 4月1日 - 第26回選抜高等学校野球大会に出場。
- 1955年（昭和30年）
  - 3月31日 - 全日制商業課程（商業科）の募集を停止。
  - 6月29日 - 旧武道場を体育館に改築。
- 1956年（昭和31年）4月1日 - 学区制が小学区から大学区に改定され、三河部を学区とする。
- 1957年（昭和32年）4月1日 - 商業課程の廃止により、普通科単独校となる。
- 1958年（昭和33年）8月25日 - プールが完成。
- 1959年（昭和34年）9月26日 - 伊勢湾台風により被害を受ける[注 3]。
- 1963年（昭和38年）
  - 4月1日 - 通常課程を全日制課程普通科に改称。
  - 4月 - 生徒会が新入生歓迎のフォークダンスを提案すると、この年に着任した新校長は「男女間の不純交友の原因になる」として禁止令を出した。校内で大きな争議となり、教員も反発し生徒の支持を表明した[8]。
  - 5月 - 校長は愛知県教育委員会から「禁止は行きすぎ」との指導を受け撤回し、5月18日にフォークダンス大会は開催された[7][8][9]。この事件は『朝日ニュース』No.932「もめたフォークダンス」として上映されている。
  - 8月 - 上記事件を受け、校長は転勤を命じられる。また同時に校長と対立した校長補佐と生徒会顧問の教諭にも転勤の辞令が出された[9]。
- 1964年（昭和39年）5月18日 - 鉄筋コンクリート造3階建ての新校舎が完成。
- 1966年（昭和41年）4月28日 - 講堂兼体育館が完成。
- 1969年（昭和44年）3月31日 - 鉄筋コンクリート造4階建ての特別教室が完成。
- 1970年（昭和45年）3月31日 - 鉄筋コンクリート造4階建ての普通教室が完成。
- 1971年（昭和46年）
  - 4月1日 - 定時制課程に衛生看護科を新設。
  - 9月8日 - 鉄筋コンクリート造4階建ての本館棟東側が完成。
- 1972年（昭和47年）
  - 3月13日 - 運動場を整備。
  - 6月1日 - 鉄筋コンクリート造4階建ての本館棟西側が完成。
  - 12月28日 - 旧正門を復元。
- 1973年（昭和48年） - 学校群制度により岡崎北高校と入学者を分けるようになる。
- 1974年（昭和49年）7月31日 - 1964年（昭和39年）5月完成の校舎を西へ移築し、西校舎とする。
- 1975年（昭和50年）1月13日 - 北校舎西側が完成。
- 1977年（昭和52年）3月29日 - 給食室が完成。
- 1984年（昭和59年）4月1日 - 定時制課程衛生看護科の募集を停止。
- 1986年（昭和61年）10月5日 - 創立90周年を記念して校歌碑及び尾崎士郎記念碑を設置。
- 1987年（昭和62年）4月1日 - 定時制課程衛生看護科が廃止され、普通科単独校となる。
- 1989年（平成元年） - 複合選抜により学校群制度が終わる。
- 1990年（平成2年）3月16日 - 時計塔が完成。
- 1996年（平成8年）
  - 2月26日 - 体育館を完成。
  - 10月5日 - 創立100周年記念式典を挙行。
- 2002年（平成14年）4月 - スーパーサイエンスハイスクールに指定（指定期間は3年間）
- 2005年（平成17年）1月26日 - 体育館の耐震補強工事が完了。
- 2006年（平成18年）3月2日 - 本館の耐震補強工事が完了。
- 2006年（平成18年） - 必修一部科目の単位不足や未履修（いわゆる未履修問題）が明らかになり、学校は謝罪し、放課後や冬休みに補習が行われた。
- 2007年（平成19年）4月 - スーパーサイエンスハイスクールに再び指定（指定期間は5年間）
- 2013年（平成25年）
  - 3月24日 - 「第2回科学の甲子園全国大会」にて優勝[10]。
  - 3月29日 - 針崎町字春先に現存する旧愛知県第二尋常中学校講堂が国の登録有形文化財に登録された[11]。
- 2016年（平成28年）
  - 8月8日 - 全国中学・高校ディベート選手権で優勝。
- 2017年（平成29年）
  - 6月28日 - 岡崎高校の正門門柱を含む13校の門柱（愛知県立旧制学校の門柱）が登録有形文化財（建造物）に登録される[12][13]。
- 2022年（令和4年）
  - 8月9日 - 全国中学・高校ディベート選手権で優勝。

## 学校行事
全日制課程
1学期
- 新入生歓迎会・4月7日
- 球技大会・4月27日 予備日4月28日
- 1年オリエンテーション合宿・5月24日〜25日
- 3年遠足・5月28日
- 2年修学旅行・5月26日〜28日（広島・岡山コース／萩・津和野コース／会津コース）
- 芸術鑑賞会・7月6日

2学期
- 文化祭・9月6日・7日
- 体育大会・9月16日 予備日9月17日

3学期
- 1年百人一首大会・1月7日
- 予餞会・2月15日
- 卒業証書授与式・3月1日
- 1・2年スポーツ大会・3月3日 予備日3月4日

定時制課程
1学期
- 5月 - 遠足
- 6月 - 生活体験発表会
- 7月 - 球技大会

2学期
- 10月 - 体育大会
- 11月 - 文化祭

3学期
- 1月 - 百人一首大会、3年修学旅行
- 2月 - 予餞会

## 部活動

### 全日制課程
部活動では、掛け持ちで複数の部に参加することができる。文化系の部活との掛け持ちが多い。
運動部
以下は「学友」54号/2011年（平成23年）版掲載分より。
（男）= 男子のみ、（女）= 女子のみ、（男女）= 男女別部扱い、（全）= 男女一緒に活動。
- 野球部（男）
- ソフトテニス部（男女）
- 卓球部（男女）
- バレーボール部（男女）
- バスケットボール部（男女）
- ハンドボール部（男女）
- 陸上競技部（全）
- 体操部（全）
- 水泳部（全）
- 柔道部（全）
- 剣道部（全）
- 弓道部（全）
- 登山部（全）
- サッカー部（男）
- ソフトボール部（女）
- ラグビー部（男)

文化部
「学友」56号/2013年版掲載分より。
文化部は全て男女混合となっている。
- 弁論部
- 文芸部
- 数学部
- 英語部
- 書道部
- 家庭部
- 茶道部
- 華道部
- 写真部
- コーラス部
- 演劇部
- JRC部（Junior Red Cross）
- 鉄道研究部
- 囲碁部
- 新聞部
- 放送部
- 吹奏楽部
- 応援部
- スーパーサイエンス部
- 将棋部
- ジャグリング部

### 定時制課程
運動部
- ソフトテニス部
- バスケットボール部
- バドミントン部

文化部
- 三線（さんしん）部
- 軽音楽部

### 顕著な部活動成績
2014年度以降のインターハイでの結果の詳細は下のURLから閲覧できます。
→https://ihresult.com/#school/230119

#### 野球部
選抜高等学校野球大会（春のセンバツ甲子園）に出場経験がある。
- 1949年（昭和24年）第21回大会（初出場）
- 1954年（昭和29年）第26回大会（2回目）

#### コーラス部
1949年（昭和24年）創部の 岡崎高校コーラス部は、オペラ歌手としても活動を続ける近藤惠子が1968年（昭和43年）に新任教諭として顧問に着任して以降、40年以上率いている（現在は非常勤講師）。
2000年（平成12年）を記念して開催された世界合唱オリンピック（現在の世界合唱大会）に日本代表として出場し、最優秀賞を受賞。以降、5大会連続で金メダルを、また最優秀賞を3度受賞しており、世界的に高い知名度を誇る。この活躍は2005年の「小泉内閣メールマガジン第184号」にも取り上げられた。
国内コンクールにおいては、NHK全国学校音楽コンクール全国大会、全日本合唱コンクール全国大会にそれぞれ20回を越える出場を果たし、08年度全日本合唱コンクール全国大会では金賞・文部科学大臣賞（高等学校部門Bグループ優勝）を受賞している。
近年、名古屋フィルハーモニー交響楽団と度々共演したり、少人数でのアカペラアンサンブルでのヴォーカルアンサンブルコンテストへの出場やミュージカル上演など幅広く活動している。
また、顧問の近藤惠子が常任指揮者を務める岡崎混声合唱団は同部OB・OGが1979年（昭和54年）に結成した「岡崎高校コーラス部OB合唱団」がもとになっている。1999年（平成11年）に岡崎混声合唱団へと改称した後は、同部OB・OG以外からも団員を募集し、地域の音楽文化の向上を目指している。

#### スーパーサイエンス部
スーパーサイエンスハイスクール指定に伴い、2002年（平成14年）度設立された部活。夏期休業中には大学の研究室を訪ね、短期集中で研究を行うこともある。化学班、物理班、生物班、地学班が活動を行っており、研究は数々の賞を受賞している。生物班は『Newton』から取材を受け、2006年（平成18年）7月号（創刊300号&25周年記念号）に記事が掲載された。

#### 登山部
全国高等学校総合体育大会登山大会競技に団体男子は4度、団体女子は2度の出場経験がある。
団体男子
・2017年（平成29年）第61回大会　第17位
・2019年（令和元年）第63回大会　第24位
・2021年（令和3年）第65回大会　第16位
・2024年（令和6年）第68回大会　第10位
団体女子
・2023年（令和5年）第67回大会　第12位
・2024年（令和6年）第68回大会　第15位

## 交通アクセス
最寄りの鉄道駅
- 名鉄名古屋本線 「東岡崎駅」から徒歩10分。

最寄りのバス停
- 名鉄バス 「国立研究所下」停留所から徒歩5分、「岡崎高校前」から徒歩5秒。

最寄りの道路
- 国道248号 「裁判所西」交差点
- 愛知県道483号岡崎幸田線 「諸神」交差点

## 学校関係者と組織

### 同窓会
同窓会組織として「愛知県立岡崎高等学校同窓会」がある。また、首都圏在住者向けに「首都圏段戸会」、関西在住者向けに「矢作会」がある。それぞれ校歌で歌われる段戸山と矢作川から名前を取られている。段戸会は幸田町や豊川市など岡崎市近隣の自治体でも結成されている。定時制の同窓会は「そてつ会」という名称である。

### 著名な卒業生
政界
- 浦野謙朗（中2回） - 元衆議院議員、元猿投村長
- 中村謙作（中2回） - 元西尾市長、元西尾町長
- 千賀康治（中12回） - 元衆議院議員
- 竹中七郎（中14回） - 元衆議院議員、元刈谷市長
- 久野源蔵（中18回） - 元三好町長
- 稲垣実男（中特別） - 元衆議院議員
- 杉浦正健（高5回） - 元衆議院議員、元法務大臣
- 浦野烋興（高12回） - 元衆議院議員、元科学技術庁長官
- 林郁夫（高31回） - 知立市長
- 土井真樹（高31回） - 元衆議院議員、公認会計士
- 中根康浩（高33回） - 元岡崎市長、元衆議院議員
- 内藤正光（高34回） - 元参議院議員
- 重徳和彦（高41回） - 衆議院議員
- 青山周平（高48回） - 元衆議院議員
- 中村健（高50回） - 西尾市長
- 横粂勝仁（高52回） - 元衆議院議員、弁護士

財界
- 小幡鋹伸（高8回） - 元豊田スタジアム社長、元全日本トラック協会副会長
- 外村仁（高8回） - 元野村證券副社長
- 川口文夫（高11回） - 中部電力会長、中部経済連合会会長、大同大学監事
- 渡辺捷昭（高12回） - 元トヨタ自動車社長
- 芦田信（高13回） - JCRファーマ創業者・社長、日本初の新型コロナウイルスワクチン製造拠点設立、ダッシャーゴーゴー馬主
- 野村親信（高16回） - 元第一中央汽船社長
- 佐々木眞一（高17回） - 首都高速道路会長、元名古屋グランパスエイト社長、元トヨタ自動車副社長
- 小林宏史（高25回） - 旭化成建材社長

法曹・官吏
- 川村貞四郎（中9回） - 内務官僚、山形県知事、大日本インキ社長 / のち東京・日本中学へ
- 天野末治（中20回） - 弁護士、社会運動家
- 木村三郎（中23回） - 内務官僚、造園家
- 黒田直樹（高11回） - 元資源エネルギー庁長官、元住友商事代表取締役副社長
- 加藤新太郎（高21回） - 元東京高等裁判所部総括判事、アンダーソン・毛利・友常法律事務所顧問
- 宇野功人（高25回）- 元大蔵省証券局総務課長補佐、自殺
- 沖修司（高27回） - 林野庁長官、大日本山林会副会長
- 杉浦ひとみ（高27回） - 弁護士
- 神田裕二（高29回） - 厚生労働省医政局長、社会保険診療報酬支払基金理事長
- 志野光子（高35回） - 駐ドイツ大使、国連大使、儀典長、国際文化交流審議官

学界・教育界
- 鷹部屋福平（中13回） - 工学者、アイヌ文化研究者、防衛大学校名誉教授、元日本庭球協会副会長
- 石田茂作（中14回） - 仏教考古学者、元奈良国立博物館長
- 近藤康男（中19回） - 農業経済学者、東京大学名誉教授
- 今泉忠義（中19回） - 国語学者、國學院大學名誉教授
- 大隅健一郎（中23回） - 商法学者、元最高裁判事、京都大学名誉教授、日本学士院会員
- 清水孝之（中37回） - 国文学者、愛知県立芸術大学名誉教授
- 木村資生（中43回） - 生物学者、国立遺伝学研究所名誉教授
- 杉浦光夫（中48回） - 数学者、東京大学名誉教授
- 木村克美（高2回） - 化学者、分子科学研究所名誉教授
- 小林健吾（高2回） - 会計学者、青山学院大学名誉教授
- 杉浦昌弘（高7回） - 植物学者、名古屋大学名誉教授
- 戸松秀典（高12回） - 憲法学者、学習院大学名誉教授、元法務省法制審議会委員
- 早稲田嘉夫（高17回）  - 材料工学者、東北大学名誉教授・元副総長、元ペンシルベニア大学客員教授、元日本金属学会会長
- 近藤孝男（高19回） - 生物学者、名古屋大学名誉教授
- 福山透（高19回） - 有機化学者、東京大学名誉教授
- 新家光雄（高21回） - 金属工学者、東北大学名誉教授、元日本金属学会会長
- 児矢野マリ（高33回） - 国際法学者、北海道大学大学院法学研究科教授
- 山本隆司（高36回） - 行政法学者、東京大学大学院法学政治学研究科教授
- 鵜飼哲矢（高37回） - 建築家、九州大学芸術工学部教授
- 森部豊（高38回） - 東洋史学者、関西大学文学部教授
- 杉浦淳吉（高40回） - 心理学者、慶應義塾大学文学部教授
- 清水知子（高41回） - 社会学者、東京藝術大学准教授
- 犬塚元（高41回） - 政治学者、法政大学法学部教授
- 吉村靖孝（高43回） - 建築家、早稲田大学理工学術院教授
- 吉村英孝（高46回） - 建築家、日本工業大学准教授

文化・芸能
- 河目悌二（中9回） - 画家
- 近藤孝太郎（中15回） - 思想家、社会運動家
- 尾崎士郎（中17回） - 作家、小説『人生劇場』著者
- 杉山新樹（中17回） - 画家、愛知学芸大学教授
- 荻太郎（中33回） - 画家、絵本作家
- 中根寛（中学） - 洋画家
- 杉浦直樹（高2回） - 俳優
- 冨田勲（高3回） - 作曲家、シンセサイザー奏者、日本アカデミー賞最優秀音楽賞、勲四等旭日小綬章受章（芸術・文化） ※2年生のときに慶應義塾高等学校に転校[17]
- 各務三郎（高7回） - 評論家、編集者
- 中尾幸男（高17回） - テレビプロデューサー
- 浅井久仁臣（高18回） - ジャーナリスト
- 藤田亨（高27回） - 放送作家、テレビプロデューサー
- 長坂信人（高28回） - テレビ・映画プロデューサー、株式会社オフィスクレッシェンド代表取締役
- 諏訪道彦（高30回） - テレビプロデューサー、ytv Nextry専務取締役、元読売テレビ局員
- 佐々木俊尚（高32回） - ジャーナリスト
- 福山廉士（高34回） - 俳優、声優
- 天野ひかり（高36回） - フリーアナウンサー、NPO法人代表
- 勝智久（高36回） - 元アナウンサー
- 桃井聖司（高38回） - 作曲家
- 粕谷知世（高39回） - 小説家
- 天野健太郎（高42回） - 台湾文学翻訳家
- 沢朋宏（高44回） - CBCテレビアナウンサー
- 西尾典文（高50回） - スポーツライター
- Jaaたけや（高52回） - お笑い芸人、茅ヶ崎市役所職員
- 天野千尋（高53回） - 映画監督、脚本家
- 青木源太（高54回） - 日本テレビアナウンサー
- 坂本葵（高54回） - 文筆家
- 山本匠晃（高55回） - TBSアナウンサー
- 久保井朝美（高59回） - フリーアナウンサー兼ウェザーマップ所属の気象予報士、元長野放送アナウンサー
- 谷元星奈（高66回）- 関西テレビアナウンサー

スポーツ選手
- 佐藤武夫（中37回） - 野球選手
- 服部受弘（中40回） - 野球選手、中日ドラゴンズ永久欠番
- 近藤貞雄（中44回） - 野球選手、元中日監督・大洋監督･日本ハム監督
- 植田隼美（中44回） - 野球選手、元西鉄軍
- 杉山悟（中44回） - 野球選手
- 木村博（高3回） - プロ野球選手
- 石川克彦（高4回） - プロ野球選手
- 小沢重光（高4回） - プロ野球選手
- 井上登（高5回） - プロ野球選手
- 河井学（高7回） - プロ野球選手
- 本田威志（高8回） - プロ野球選手
- 天野義裕（高13回） - 短距離走選手、愛知教育大学教授
- 中村賢治（高22回） - 元ラグビーユニオン選手及び指導者、元東芝府中ラグビー部監督
- 麻場一徳（高31回） - 元陸上競技選手、都留文科大学教授

その他
- 酒井鎬次（1885年生） - 陸軍中将
- 足立一平（中25回） - 教育者、政治活動家
- 嶋崎重和（中27回） - 海軍少将
- 内田修（中49回） - ジャズ評論家、医師
- 鈴木宏彦（高26回） - 将棋ライター
- 影山知明（高44回） - 実業家、著作家
- 小林智子（高57回）- 皮膚科医

## 周辺/近隣施設
- 岡崎市立三島小学校
- 岡崎市立竜海中学校
- 愛知教育大学附属岡崎中学校
- 愛知県立岡崎盲学校
- 岡崎共通研究施設
- 乙川